# Claude Colette
Claude Colette (Châtellerault, 4 maart 1929 – Toulouse, 20 september 1990) was een Frans wielrenner die als prof reed tussen 1952 en 1963.

## Carrière
Na enkele jaren als individuele renner deel te hebben genomen aan wielerwedstrijden reed Colette tussen 1952 en 1954 namens de wielerploeg Carrara. Namens deze ploeg nam hij in 1953 voor het eerst deel aan de Ronde van Frankrijk. In 1955 nam hij eveneens deel aan de Tour, inmiddels rijdende voor Saint-Raphaël-R. Géminiani-Dunlop. Net als in 1953 reed hij deze Ronde uit. Tussen 1956 en 1963 was Colette actief bij de wielerploeg Peugeot. Na in zijn eerdere deelnames de hele ronde te hebben uitgereden gaf hij in 1957 op in de Ronde van Frankrijk die later werd gewonnen door Jacques Anquetil. Latere deelnames aan de Ronde van Frankrijk waren in 1958 en in 1960. In beide gevallen moest Colette vroegtijdig afstappen uit de wedstrijd. In 1959 nam hij deel aan de Ronde van Spanje, deze reed hij uit en eindigde tevens als negentiende in het eindklassement.
Colette nam tweemaal deel aan de Belgische wielerklassieker Luik-Bastenaken-Luik. In beide gevallen wist hij een top-10 plaats te halen; in 1958 een achtste plek en in 1962 op het podium als derde.
Hij behaalde twee overwinningen op professioneel niveau. Colette won de eerste etappe in het Circuit d'Auvergne, voor Roger Buchonnet, en het b-gedeelte van de vijfde etappe in de Ronde van Catalonië in 1959, voor Miguel Poblet.

## Palmares

### Overwinningen
1957
1e etappe Circuit d'Auvergne
1959
5e etappe (deel B) Ronde van Catalonië

### Resultaten in voornaamste wedstrijden
| Jaar | Ronde van Italië | Ronde van Frankrijk | Ronde van Spanje |
| ---- | ---------------- | ------------------- | ---------------- |
| 1953 |                  | 58e                 |                  |
| 1954 |                  |                     |                  |
| 1955 |                  | 24e                 |                  |
| 1956 |                  |                     |                  |
| 1957 |                  | opgave              |                  |
| 1958 |                  | opgave              |                  |
| 1959 |                  |                     | 19e              |
| 1960 |                  | opgave              |                  |
| 1961 |                  |                     |                  |
| 1962 |                  |                     |                  |

| Jaar | Milaan-San Remo | Parijs-Roubaix | Luik-Bast.‑Luik |
| ---- | --------------- | -------------- | --------------- |
| 1953 |                 |                |                 |
| 1954 |                 |                |                 |
| 1955 |                 |                |                 |
| 1956 |                 |                |                 |
| 1957 |                 |                |                 |
| 1958 | 10e             | 66e            | 8e              |
| 1959 | 35e             |                |                 |
| 1960 |                 |                |                 |
| 1961 | 44e             | 66e            |                 |
| 1962 |                 |                | Brons           |